# Shot in the Dark (album d'Al Stewart)
Pour les articles homonymes, voir Shot in the Dark.
Shot in the Dark est le seul album du groupe éponyme, backup band d'Al Stewart, sorti en 1981. En raison de son succès limité, l'album ne vit jamais le jour en CD et ne fut édité qu'en vinyle. 

## Liste des chansons
| No  | Titre                   | Durée |
| --- | ----------------------- | ----- |
| 1.  | Playing with Lightening | 4:11  |
| 2.  | I Want the Moon         | 4:29  |
| 3.  | All my Life             | 3:38  |
| 4.  | Turn Around             | 4:45  |
| 5.  | Just as Well            | 3:05  |
| 6.  | Shot in the Dark        | 4:08  |
| 7.  | Make up your Mind       | 2:28  |
| 8.  | Speak my Language       | 3:54  |
| 9.  | Angry Song              | 3:34  |
| 10. | Some Towns              | 3:44  |

## Musiciens
- Peter White : guitare acoustique, basse, claviers
- Adam Yurman : guitare électrique
- Robin Lamble : chant, guitare acoustique, basse, violon
- Krysia Kristianne : chant
- Ken Nicol : chœurs
- Harry Stinson : batterie
- Jeff Porcaro : batterie
- Ross Kunkel : batterie
- Brian Savage : saxophone
- Phil Kenzie : saxophone, flute